# 岩谷可奈子
岩谷 可奈子（いわたに かなこ、1964年 - ）は、日本のテレビプロデューサー。NHK職員。2012年時点の役職は、NHK制作局第2制作センタードラマ番組部チーフ・プロデューサー。

## 経歴
東京都出身。中学、高校では硬式テニス部に所属、高校2年生で趣味のラジオを聞いていると、出演しているディスクジョッキーように優しい人になりたいと思うようになる。放送の世界に入るためには文系の勉強をする必要があり、自分は理系であったため大学もそちらへ向かおうとしていたことから迷うが、部活の先輩から「やりたいことがあるのに本当に今のままでいいの？」と言われ、一晩悩んで文系進学を選び、夢へ進むことを決める。就職活動ではNHK、民放各局の面接を受け、深夜勤務もある放送業界へ女性が入ることは難しい時代だったが、第一志望だったNHKに内定。1986年に東京大学文学部社会学科を卒業、NHKに入局。ドキュメンタリーには興味がなく自分の想像力で好きなように作れる番組制作局ドラマ部を希望、配属される。入局したての頃は舞台の小道具の発注やコピー取りをしていた。2年後、松江局へ異動。1991年に東京のドラマ部に戻った後に助監督を務め、2004年からチーフプロデューサーを務める。岡山放送局局長に（2017年～2019年）。その後、本社考査室専任部長。2022年退職。

## 主な作品
- 大河ドラマ
  - 武蔵 MUSASHI（2003年） - 制作
  - 龍馬伝（2010年） - 制作統括
- 連続テレビ小説
  - 梅ちゃん先生（2012年） - 制作統括
- その他
  - 望郷（2005年） - 制作統括
  - 理想の生活（2005年） - 制作統括
  - 繋がれた明日（2006年） - 制作統括
  - 魂萌え!（2006年） - 制作統括
  - 柳生十兵衛七番勝負 最後の闘い（2007年） - 制作統括
  - トップセールス（2008年） - 制作統括

## 主な賞詞
- エランドール賞 プロデューサー賞（田中友幸基金賞）
- 放送ウーマン賞2012